# Longèves (Charente-Maritime)
Longèves – miejscowość i gmina we Francji, w regionie Nowa Akwitania, w departamencie Charente-Maritime.
Według danych na rok 1990 gminę zamieszkiwało 417 osób, a gęstość zaludnienia wynosiła 33 osób/km² (wśród 1467 gmin regionu Poitou-Charentes Longèves plasuje się na 614. miejscu pod względem liczby ludności, natomiast pod względem powierzchni na miejscu 698.).